# Fort Garry-Riverview
Pour les articles homonymes, voir Fort Garry et Riverview.
Circonscription électorale provinciale du Canada
Fort Garry-Riverview est une ancienne circonscription électorale provinciale du Manitoba (Canada). La circonscription a été représentée à l'assemblée législative de 2011 à 2019.
Apparue en 2008, la circonscription est issue de partie de Fort Garry et de Lord Roberts. 
Les circonscriptions limitrophes sont Fort Richmond, Saint-Norbert, Riel, Saint-Vital, Saint-Boniface, Fort Rouge, River Heights et Fort Whyte.

## Liste des députés
| Fort Garry-Riverview | Fort Garry-Riverview | Fort Garry-Riverview | Fort Garry-Riverview | Fort Garry-Riverview | Fort Garry-Riverview |
| Nom                  | Nom                  | Parti                | Mandat               | Législature          |                      |
| -------------------- | -------------------- | -------------------- | -------------------- | -------------------- | -------------------- |
|                      | James Allum          | NPD                  | 2011 - 2016          | 40e                  |                      |
|                      | James Allum          | NPD                  | 2016 - 2019          | 41e                  |                      |